# Suède aux Jeux olympiques d'été de 1976
La Suède participe aux Jeux olympiques d'été de 1976 à Montréal au Canada. 116 athlètes suédois, 99 hommes et 17 femmes, ont participé à 90 compétitions dans 16 sports. Ils y ont obtenu cinq médailles : quatre d'or et une d'argent.

## Médailles
| Médaille | Discipline | Épreuve                     | Athlète                                                                | Performance | Date |
| -------- | ---------- | --------------------------- | ---------------------------------------------------------------------- | ----------- | ---- |
| Or       | Athlétisme | 3000 mètres steeple         | Anders Gärderud                                                        |             |      |
| Or       | Cyclisme   | Course sur route hommes     | Bernt Johansson                                                        |             |      |
| Or       | Escrime    | Épée par équipes            | Carl von Essen Hans Jacobson Rolf Edling Leif Högström Göran Flodström |             |      |
| Or       | Voile      | Tempest                     | John Albrechtson Ingvar Hansson                                        |             |      |
| Argent   | Plongeon   | Plateforme 10 mètres femmes | Ulrika Knape                                                           |             |      |